# Famille Balog de Manko Bück
Pour les articles homonymes, voir Balog et Manko.
Balog von Mankobück ou Balogh de Manko Bük dans sa forme germanisée présente, également connu sous le nom mankóbüki Balogh dans sa forme hongroise, est une famille austro-hongroise,,,,, qui a ses origines dans la région de Sopron / Ödenburg.
Leurs origines remontent au début de la domination des Habsbourg du Royaume de Hongrie et sont documentés dans le domaine de Bük depuis 1552.

La première mention écrite de la famille Manko Bük est enregistré en 1351 comme « Monko de Byky » et plus tard dans la personne de « Johannes Manko de Byk » en 1451. L'arbre généalogique publié des « Balogh Mankóbüki » tracée leurs racines remontent au début des années 1600, à savoir avec les frères Lörinez (1618) et János (1620), même si le juriste Gáspar Balogh de Mankóbük avait été documenté dans l'actuelle Bük retour en 1556.
La famille avait un caractère militaire marqué tout au long des générations, qui sert principalement dans l'armée impériale autrichienne, et la subséquente qrmée austro-hongroise, ainsi que d'un dévouement envers la scène culturelle et les affaires de l'État, principalement des fonctions judiciaires de nature juridique ou administrative en soit des institutions gouvernementales dans le Royaume de Hongrie.